# والیس و فوتونا
والیس و فوتونا (به فرانسوی: Territoire des îles Wallis et Futuna) از مستعمرات فرا دریایی فرانسه در منطقهٔ اقیانوسیه به‌شمار می‌رود، این جزیره واقع شده در اقیانوس آرام جنوبی، بین فیجی و ساموآ.

## تاریخ
نام فارسی آن برگرفته از نام کاشف انگلیسی آن سموئل والیس است که این جزایر را در ۱۷۹۷ کشف کرد. برای اولین بار سموئل والیس دریانورد انگلیسی در قرن ۱۸ پای بر این جزیره نهاد که نام او نیز بر این جزیره ماند، نام دیگر والیس، یووآ در زبان بومیان والیس و فوتونا به معنی «شرق» می‌باشد، زیرا این جزیره در شرق جزیرهٔ دیگر (فوتونا) می‌باشد.
واژهٔ فوتونا برای اولین بار توسط دریانوردان آلمانی به روی این جزیره گذاشته شد، در زبان بومیان والیس و فوتونا، هورو نام دیگر جزیرهٔ فوتونا به معنی «غرب» می‌باشد زیرا این جزیره در غرب والیس واقع شده‌است.
در سال ۱۸۸۰ والیس و فوتانا به صورت تحت‌الحمایهٔ فرانسه درآمد و یکی از مستعمرات فرانسه شد.

## سیاست
گماشته یا حاکمی که توسط فرانسه انتخاب می‌شود، ادارهٔ این جزیره را بر عهده دارد، همچنین شورای مشورتی بیست نفره والیس و فوتونا نیز در تصمیم‌گیری‌ها حاکم را یاری می‌کنند. یک نفر از جزیرهٔ والیس و فوتونا به عنوان نماینده در پارلمان فرانسه حاضر است.
در سال ۲۰۰۶ میلادی، ریچارد دیدیر به عنوان حاکم و فرماندار از سوی دولت فرانسه برگزیده شد.

## اقتصاد
واحد پول والیس و فوتونا فرانک با واحد جزء (سانتیم) نام دارد.
صادرات والیس و فوتونا را نارگیل، مواد شیمیایی و تجهیزات ساختمانی تشکیل می‌دهند.

## مردم
اکثریت نژاد والیس و فوتانا را پولینزیایی‌ها تشکیل می‌دهند.
دین بیش از ۷۰ ٪ مردم نیز کاتولیک است.

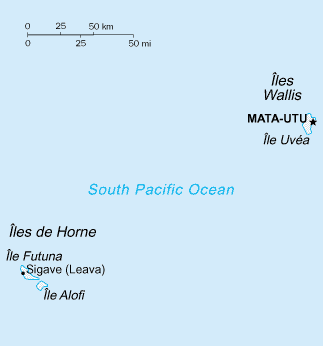
نقشه والیس و فوتونا

زبانهای رایج در والیس و فوتونا، فرانسوی و والیسی است.

## جغرافیا
پایتخت این منطقه شهر ماتا یوتا با ۱۸۰۰ نفر جمعیت است.
مساحت والیس و فوتونا ۲۶۴ کیلومتر مربع و جمعیت آن ۱۵٬۴۸۰ نفر می‌باشد.
از مهم‌ترین مناطق والیس و فوتونا، یووآ، والیس و سیگاوه، آلو و موآ را می‌توان نام برد. والیس و فوتونا از دو جزیره به همین نام تشکیل شده‌است که پایتخت، شهر ماتا یوتا در جزیرهٔ والیس واقع شده‌است، والیس را یووآ و فوتانا را هورو نیز می‌خوانند.

## نگارخانه

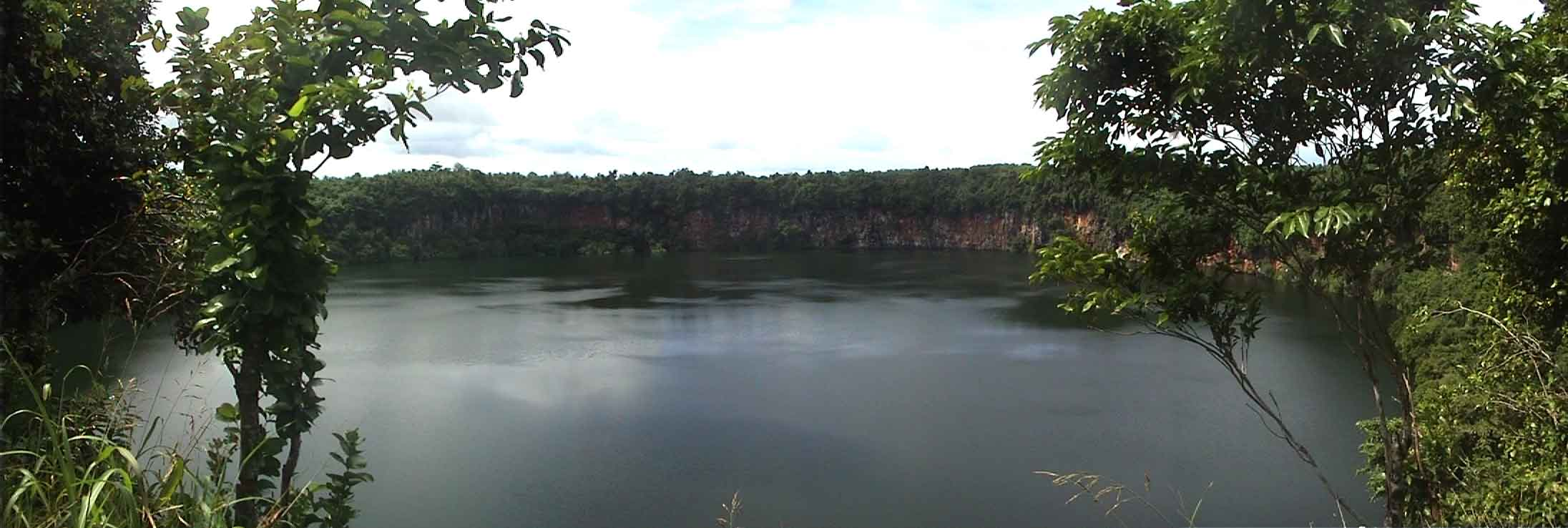
Lake Lalolalo on ʻUvea
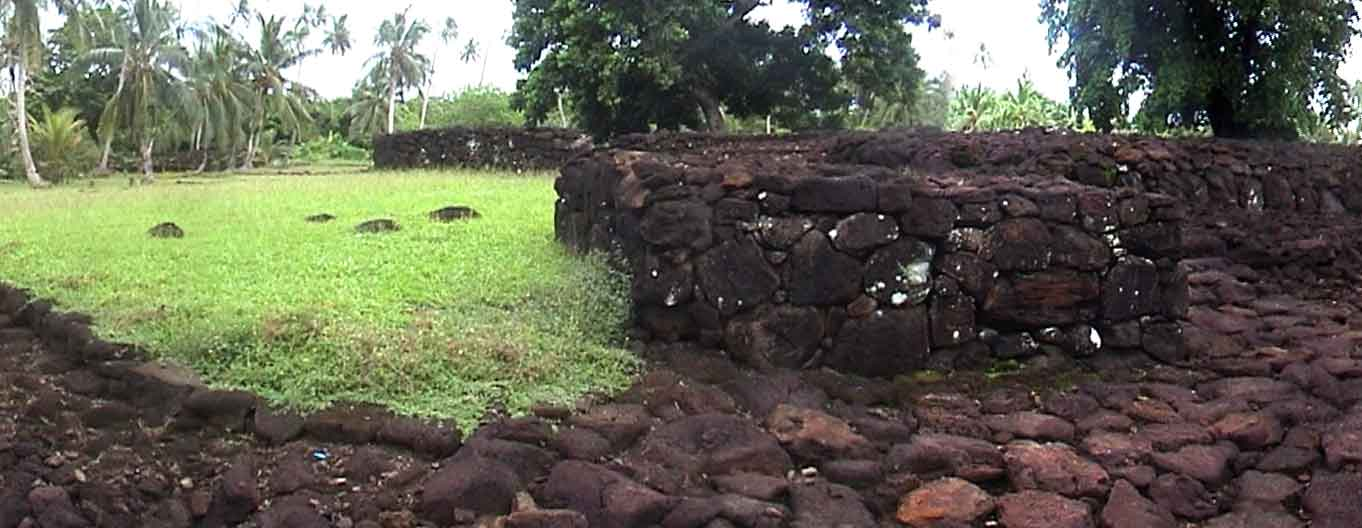
Ruins of Talietumu fort on ʻUvea